# Municipio de Otter Creek (condado de Crawford)
El municipio de Otter Creek (en inglés: Otter Creek Township) es un municipio ubicado en el condado de Crawford en el estado estadounidense de Iowa. En el año 2010 tenía una población de 1350 habitantes y una densidad poblacional de 14,68 personas por km².

## Geografía
El municipio de Otter Creek se encuentra ubicado en las coordenadas 42°9′11″N 95°22′21″O / 42.15306, -95.37250. Según la Oficina del Censo de los Estados Unidos, el municipio tiene una superficie total de 91.97 km², de la cual 91,85 km² corresponden a tierra firme y (0,12 %) 0,11 km² es agua.

## Demografía
Según el censo de 2010, había 1350 personas residiendo en el municipio de Otter Creek. La densidad de población era de 14,68 hab./km². De los 1350 habitantes, el municipio de Otter Creek estaba compuesto por el 93,7 % blancos, el 0,37 % eran afroamericanos, el 0,07 % eran asiáticos, el 0,07 % eran isleños del Pacífico, el 4,44 % eran de otras razas y el 1,33 % eran de una mezcla de razas. Del total de la población el 7,7 % eran hispanos o latinos de cualquier raza.